# Huckenbröl
Huckenbröl ist ein ehemals selbständiger Ortsteil der Gemeinde Eitorf im Rhein-Sieg-Kreis. Der Weiler gehört inzwischen zur Ortslage Eitorf.

## Lage
Huckenbröl liegt auf dem Höhenstein in einer Höhe von 180 bis 190 m ü. NHN. Nachbarorte sind neben Eitorf Nennsberg, Siebigteroth und Käsberg.

## Geschichte
1830 hatte Huckenbröl 39 Bewohner.
1845 hatte der Weiler 65 katholische Einwohner in zehn Häusern.
1885 hatte der Ort 18 Wohngebäude und 76 Einwohner.
1925 waren in Huckenbröl 26 Haushalte verzeichnet.